# Krigsekonomi
Krigsekonomi är en omfattande samhällsekonomisk mobilisering för krigsändamål. Det innebär skärpt reglering av ekonomisk aktivitet som anses vara kritisk för militären men ibland också statligt ingripande i andra delar av ekonomin, såsom produktion av livsmedel, kläder, bränsle och stål, i de fall där handeln med omvärlden hotas. I modern tid har krigsekonomi inte sällan inneburit införandet av planekonomi i en utsträckning som länder tidigare saknat, t.ex. kan staten beordra privata företag att producera en bestämd kvantitet av en produkt och sälja produkten för ett bestämt pris alternativt själv ta över produktion och distribution. Utöver ökad protektionism kan även ransonering av basvaror, chockartade skattehöjningar och ökad statlig kontroll över arbetsmarknaden känneteckna krigsekonomin. Den största förändringen i jämförelse med en civil ekonomi i fredstid är dock enorma ökningar av statens militära utgifter.

## Historik

### Före modern tid
Krigsekonomin i äldre tider fungerade ofta så att invånarna i ett ockuperat territorium fick sörja för ockupationsmaktens uppehälle genom att erbjuda inkvartering och kontributioner in natura. Krigsmakten kunde på så sätt bli ekonomiskt oberoende av de egna finanserna så länge som man istället kunde plundra de länder som erövrats; "kriget föder sig självt" som Friedrich Schiller lät uttrycka det i sitt verk Die Piccolomini. Det klassiska 1600-talsexemplet på denna typ av synsätt kommer från trettioåriga kriget där Albrecht von Wallenstein införde monetär avlöning till sina soldater i form av regelrätt plundring, ett system som spred sig och ledde till att de krigförande furstarna slapp att själva stå för notan för sina arméer. Eftersom det bara fanns begränsat med pengar och resurser att hämta ur ett enskilt ockuperat territorium tvingades man hela tiden till nya erövringar för att kunna fortsätta betala legoknektarnas sold.

### Första världskriget

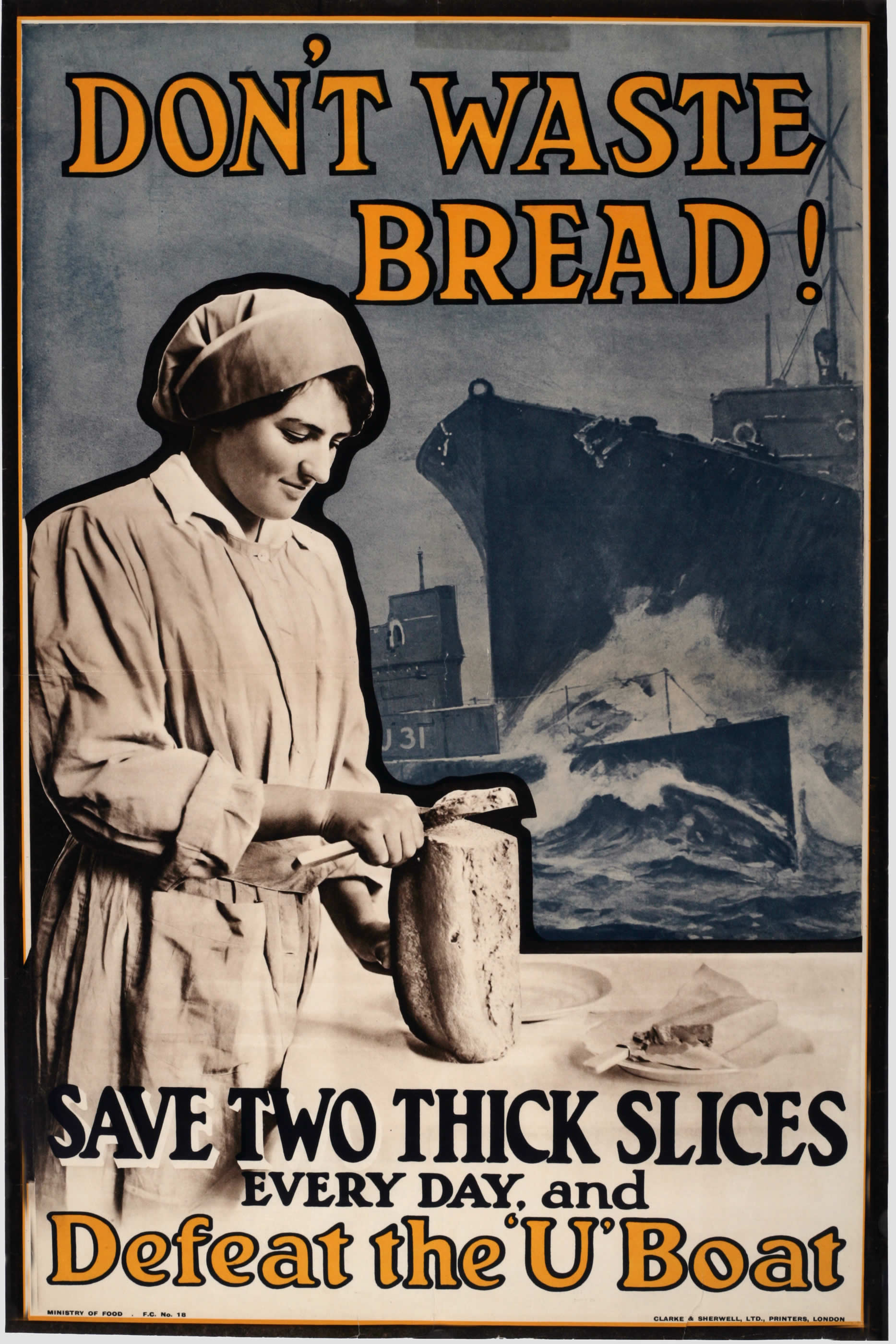
Brittisk affisch uppmanar till en sparsam brödkonsumtion under det oinskränkta ubåtskriget.

Under första världskriget fick krigsekonomin ett helt nytt genomslag som del av de krigförande ländernas mobilisering; sjöblockaden mot Tyskland och ubåtskriget i Atlanten ledde snabbt till varubrist i länder på båda sidor av konflikten. Ekonomiskt oberoende i största möjliga utsträckning blev därmed högsta prioritet för de krigförande länderna. Genom nationalistisk krigspropaganda skulle man få sina egna befolkningar att inte slösa bränsle och andra bristvaror, köpa krigsobligationer och på annat sätt bistå staten. Ekonomisk planering blev ett vanligt inslag i både ententen och centralmakterna. I Storbritannien och Irland dirigerades råvaruproduktionen av t.ex. stål, ull, läder och spannmål av Ammunitionsministeriet i samarbete med näringslivet och gradvis övertog statliga bolag alltifrån gruvdrift till järnvägar. I de fall där staten inte tog över helt, exempelvis bomulls-, kol- och livsmedelsprodukter, infördes istället strikt priskontroll. I juni 1915 förfogade Ammunitionsministeriet över 250 statliga fabriker som sysselsatte över två miljoner brittiska arbetare och kontrollerade dessutom privata företag med sammanlagt 1,4 miljoner anställda. I USA grundades War Industries Board som samordnade inköp av krigsmateriel, satte produktionskvoter och omfördelade råvaror. I Tyska riket bildades en rad myndigheter under Krigsministeriet för att koordinera den privata produktionen av bristvaror och om nödvändigt beslagta dem för krigsmaktens räkning. År 1916 genomfördes en massmobilisering av hela den manliga tyska befolkningen mellan 17 och 60 år för obligatoriskt arbete och man tvingade ineffektiva företag att gå samman i karteller.
Kostnaderna för att upprätthålla krigsekonomin i flera år blev skyhög inflation och enorma statsskulder efter kriget. I början av 1920-talet var den tyska penningekonomin på väg att bryta samman och ersättas med byteshandel och segrarmakten Frankrike tvingades betala av 3,7 miljarder dollar i skulder till USA och Storbritannien. Eftersom en stor del av den arbetsföra manliga befolkningen hade sänts till fronten drabbades industrierna av omfattande personalbrist och tvingades rekrytera ur befolkningslager som annars inte skulle ha gått att tillgå som arbetskraft, främst kvinnor men även krigsfångar.

### Andra världskriget
När mellankrigstiden tog slut var redan den internationella handeln byggd på bilateral handel och protektionism men krigsekonomierna nådde inte sin kulmen förrän 1941 då Tyskland gick från snabbt blixtkrig till att mobilisera hela samhället för totalt krig. För tyskarna var den ekonomiska exploateringen av ockuperade länder ett primärt mål. Länder som Tyskland, Storbritannien och Sovjetunionen hade redan åren innan kriget förberett sig genom att lägga grunden för krigsekonomier med investeringar i tung industri med syfte att öka krigsmaterielproduktionen. Oavsett regeringars ideologi och länders politiska och sociala system infördes omfattande regleringar och centralisering av beslutsfattande för att tjäna krigsinsatsen. Arbetsmarknaden låstes för att optimera sysselsättningen i rustningsindustrin, inhemsk livsmedelsproduktion subventionerades medan import av livsmedel skars ner och med den stora depressionen färskt i minnet åstadkoms i flera länder en kontracyklisk finanspolitik för såpass hög tillväxt att krigsinsatsen kunde fortsätta.

## Samhällsekonomiska förändringar

### Råvaror
Tillgången på råvaror är centralt för krigförande länder, inte bara för militärens del utan också för civilbefolkningens. Genom stora offentliga satsningar på den egna industrin och jordbruket kan man öka produktionen av t.ex. krigsmateriel och livsmedel och genom import från neutrala länder kan man också tillförskansa sig råvaror som man saknar. Dessa metoder anstränger dock statens finanser och under världskrigen kompletterades de ofta av uppmaningar till hushållen att skära ner på sin egen konsumtion, exploatering av erövrade territorier samt att myndigheterna vid akut behov helt enkelt konfiskerade det man ansåg sig behöva från de egna medborgarna. Hela krigsstrategier kan bygga på att ta kontroll över eller förstöra tillgången på viktiga naturresurser, till exempel under andra världskriget då båda sidor försökte att lägga beslag på eller slå ut fiendens oljereserver och tillhörande infrastruktur.

### Konsumtionsvaror och tung industri

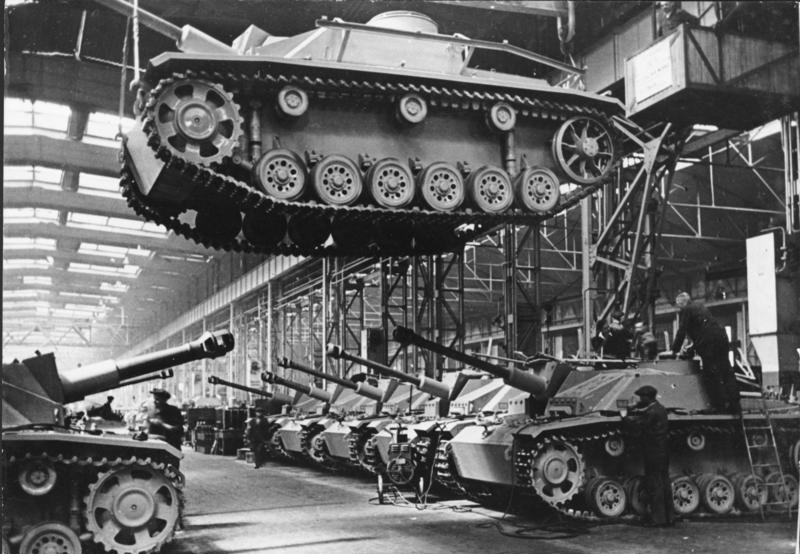
Tillverkning av infanterikanonvagnar. Fotografi från Tyskland 1943.

Eftersom en stor del av de offentliga utgifterna går till krigsmaskineriet, försvarsindustrin med alla dess produktionsled, har krigsekonomier under 1900-talet i regel inneburit en kraftig nedskärning i produktion av konsumtionsvaror. Särskilt tydligt blir detta i länder som ligger i underläge i krig, då man lägger allt mer resurser på försvaret. I exempelvis Sovjetunionen åren 1940-1944, inklusive åren när landet var som mest pressat av den tyska invasionen, sjönk konsumtionsvaror som andel av den totala industriproduktionen från 40 % till 22 % medan produktionen av pansarfordon ökade sjufaldigt. Efter blixtkrigets slut runt 1942 skedde samma sak i Tyskland där mobilisering för totalt krig ledde till att utgifter på konsumtionsvaror minskade från 55 % till 38 % av BNP medan den tunga industriproduktionen ökade kraftigt. Tung industri är mycket arbetsintensivt vilket oundvikligen leder till ökad efterfrågan på arbetskraft, något som under de båda världskrigen inte sällan tvångsåtgärdades.
Om utrikeshandeln på grund av krig störs så att import av nödvändiga råvaror upphör eller kraftigt minskar kan statsmakten svara med satsningar på så kallade surrogatindustrier. Detta var vanligt under världskrigen där man, när handeln med omvärlden skars av, började tillverka surrogatvaror inom allt från livsmedel till kemikalier.

### Finansieringen av krig

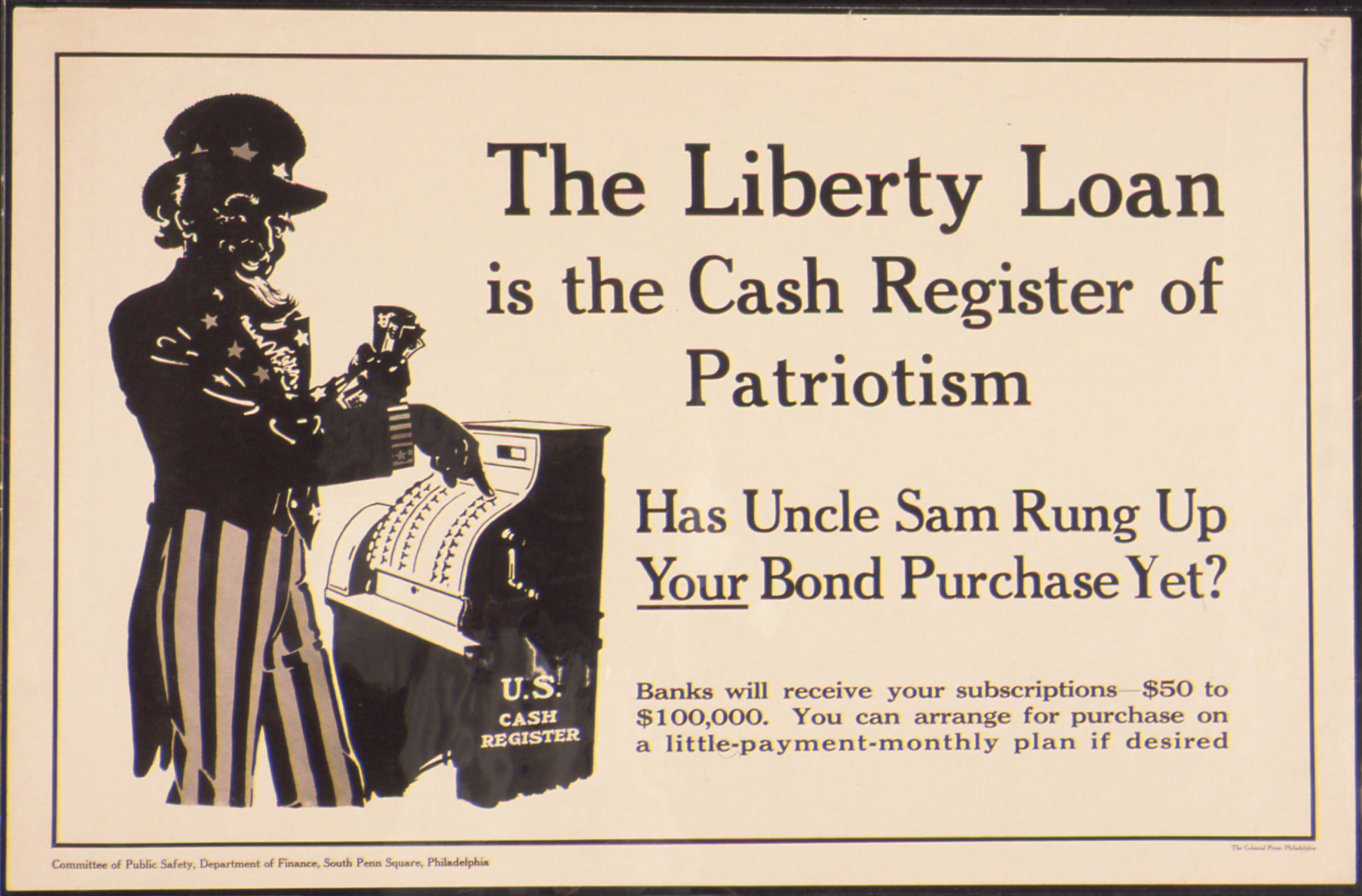
Reklam för krigsobligationer, bild från mellan 1917 och 1919.

Krig är något av det kostsammaste en stat kan åta sig och finansieras i modern tid inte sällan via sedelpressarna. Detta var vanligt under de båda världskrigen och hade fördelen att länderna inte hamnade i skuld till utlandet, men nackdelen var skenande inflation. Vanligt är annars lån för att bekosta krigföringen, helst från den egna befolkningen för att slippa utlandsskulder. Köp av krigsobligationer har under det förra århundradet framställts som medborgarnas patriotiska plikt och utgjorde ingen risk för inflation, men å andra sidan hängde statens återbetalningsförmåga på krigslyckan. Subventioneras landet däremot av ett tredje land, som i fallet Lend-Lease Act, så kan man upprätthålla en fungerande ekonomi även i motgång i kriget. Som med den tyska inflationen efter första världskriget visar Nixonchocken 1971 hur överbelåning för krigföring kan få långtgående konsekvenser, i det senare fallet rämnade hela Bretton Woodssystemet samman.
Utöver lån och nytryckta pengar kan staten vidta vanliga finanspolitiska åtgärder som skattehöjningar, nedskärningar i andra delar av samhället och försäljning av konfiskerad egendom för att få intäkter till kriget.

### Relationen mellan stat, kapital och arbete
Samarbetet mellan staten och storföretagen inom ramverket för krigsekonomin ledde under världskrigen till att den ekonomiska omställningen kunde gå smidigt till och staten bekostade med subventioner, prisgarantier och billig arbetskraft företagens produktion av för krigföringen viktiga varor. I Sovjetunionen, där den privata sektorn inte existerade, var detta en icke-fråga medan det i övriga länder löstes genom näringslivets mer eller mindre frivilliga samarbete med den politiska ledningen, dock inte sällan dess aktiva deltagande i en nationalistisk krigsiver. Samarbete mellan staten och fackföreningarna ledde till att hotet om arbetskonflikter minskade vilket annars kunde störa krigsekonomin.